# Salvador Correia de Sá e Benevides (militar)
Salvador Correia de Sá y Benevides, o Moço (Cádis, 1602-1688) foi um militar do império ultramarino português que, durante a Guerra da Restauração, ao serviço do reino de Portugal, se destacou no comando da frota que, em 1647, reconquistou Angola e São Tomé e Príncipe, terminando a ocupação holandesa da armada de Witte de With.
Foi por três vezes governador da capitania do Rio de Janeiro (1637-1642, 1648 e 1659-1660); governador da capitania do Sul do Brasil (1659-1662); governador de Angola (1648-1651) e Almirante da Costa do Sul e Rio da Prata com superintendência em todas as matérias de Guerra; administrador de todas as Minas do Brasil e Conselheiro dos Conselhos de Guerra e Ultramarino. Foi igualmente alcaide-mor do Rio de Janeiro, comendador de São Salvador de Alagoa e São Julião de Cássia na Ordem de Cristo. No seu túmulo se refere ao facto de ser também senhor do Couto de Pena Boa e das vilas de Fanquinhas, Arrepiado e de Asseca.
Recebeu o grau de cavaleiro da Ordem de São Tiago (1618) e da referida Ordem de Cristo.
Foi impressa uma série de notas de 20, 50, 100 e 500 angolares de Angola com a sua imagem.

## Biografia
Descendente de dois proeminentes militares do governo ultramarino com raízes do Rio de Janeiro, Salvador Correia de Sá y Benevides nasceu em Cádis, em 1602, filho de Martim de Sá (1575) e Maria de Mendoza y Benevides. Salvador Correia de Sá e Benevides era neto de Salvador Correia de Sá, "o Velho".
Entre 1614 e 1615 Salvador Correia de Sá e Benevides fez a primeira visita ao Brasil em expedição organizada por seu avô Salvador Correia de Sá onde também se encontrava o seu pai Martim de Sá, todos com o objetivo de encontrar metais preciosos na capitania de São Paulo. Já em 1618 o jovem Salvador Correia de Sá estava em Lisboa na companhia de seu avô e seu pai, onde ele foi nomeado comandante da guarnição do Rio de Janeiro, adjacências costeiras, como também aldeamentos, em 22 de fevereiro de 1618. Neste mesmo ano, ele foi agraciado com o título de cavaleiro da ordem de São Tiago, muito embora não tivesse os 21 anos requisitados por lei para receber tal titulo.
Ainda em 1618 Martim de Sá e Salvador Correia de Sá e Benevides já haviam retornado para o Rio de Janeiro, onde registros histórico de um barco de navegadores da galícia (Bartolomé e Gonzalo Nodal) os descreveu como pessoas muito ricas e respeitadas pelos demais habitantes da comunidade.
Durante os anos que se seguiram, Martim de Sá, seu irmão Gonçalo de Sá, e Salvador Correia de Sá e Benevides trabalharam na fortificação da costa de Janeiro e São Paulo, e estiveram a frente da administração das minas de São Paulo. Muito provavelmente foi no ano de 1623 que Salvador Correia de Sá e Benevides comandou um comboio de 30 navios carregados de açúcar que partiaram de Pernambuco com destino ao Tejo. A viagem foi bem sucedida em 1624 há registro de Salvador Correia de Sá e Benevides em Portugal.

### Ascenção militar combatendo os holandeses
O contexto beligerante da época entre os reis espanhóis e as províncias unidas (Holanda) colocou as colônias do Brasil na reta do conflito mundial pelo controle comercial do Atlântico. Durante a dominação ibérica do Brasil, A Holanda manteve importância no comércio local por meio do contrabando, e durante a trégua entre Holanda e Espanha, as colônias do Brasil exportaram para a Holanda entre 40 e 50 mil caixas de açúcar por ano.
Em 1623, Amsterdã logrou organizar uma frota de 26 navios, 3300 homens de equipagem e 450 "bocas de fogo" para a invasão de Salvador, o que fazia parte do plano que com o domínio de Recife possibilitaria a conquista de quase 800 léguas de área costeira brasileira. A invasão de Salvador, então governada por Diogo de Mendonça Furtado, se deu no dia 8 de maio de 1625, com frustração inicial do plano holandês do comandante Piet Heyn, que contornaram as dificuldades incendiando uma frota de embarcações portuguesas ancoradas, e realizando a com homens em terra pela noite, ocorrência que se deu com pouca resistência pesasse o esforço do governador para manter mobilizada em luta a população que não obstante a pressão dos invasores, ela estava bem armada e tinha condições de resistir. Contudo, a população fugiu acompanhando o bispo D. Marcos Teixeira, que com o seu exemplo legitimou o pânico contagioso e promoveu o recuo da população para fora de Salvador. No dia 10 de maio, os holandeses concluíram a conquista de Salvador com apenas 50 perdas de combatentes para o seu lado, com a rendição de Diogo de Mendonça Furtado e mais 15 oficiais e soldados que restaram defendendo o edifício do governo. A conquista de Salvador pelos holandeses alertou Filipe IV e e a corte portuguesa do risco iminente que uma base holandesa em Salvador significaria para a segurança do tráfego Atlântico, promovendo um esforço conjunto de ambos os lados da União Ibérica para expulsar o invasor. A organização da armada portuguesa de defesa do Brasil se dividia desigualmente entre Recife e Rio de Janeiro, estando a capitania do Rio de Janeiro protegida por um único navio e 80 homens, comandado por Salvador Correia de Sá e Benevides, que partiu de Lisboa para este destino no dia 19 de agosto de 1624. Desembarcado no Rio de Janeiro, Salvador Correia de Sá e Benevides, com o apoio de seu pai, o governador Martim de Sá, desceu para São Vicente, onde arregimentou parte dos 100 índios e 80 homens brancos para compor as tropas de defesa do Rio de Janeiro. Em fevereiro de 1625, Salvador Correia de Sá partiu com 2 caravelas e 6 embarcações grandes de guerra para o Espírito Santo, onde se defrontou em março de 1625, próximo do rio Espíriso Santo, com 4 navios holandeses de Piet Heyn que fazia viagem de retorno de São Paulo de Luanda onde fracassou da missão de conquistar o entreposto português de comércio de escravizados e de lá retornava para o Espírito Santo com o objetivo de conquistar a capitania, o que lhe foi frustrado pela defesa bem sucedida do donatário da capitania do Espírito Santo Francisco de Aguiar Coutinho e Salvador Correia de Sá e Benevides, que contava com um canhão bem posicionado e dezenas de indígenas aldeados por jesuítas, que eram mestres em arco e flecha. O combate concluiu com um pedido de armistício por Piet Heyn, que fugiu velejando para o norte. Em abril, Salvador Correia de Sá e Benevides alcançou a Baía de Todos os Santos, onde auxiliou na fortificação do mosteiro de São Bento, retornando ao Rio de Janeiro em seguida.
Entre 1627 e 1628 Salvador Correia de Sá e Benevides visitou Madri, onde foi recompensado por sua campanha militar com o posto vitalício de "Alcaide-mor" da capitania do Rio de Janeiro, posto que o dava competências militares sob o governo das fortificações da cidade e sobre a apreensão de embarcações.
Em 1630, desceu o rio Tietê com o bandeirante André Fernandes.
Nomeado por Filipe III "Almirante da Costa do Sul e Rio da Prata", foi chamado a dominar um levante dos Paiaguás e dos Guaicurus.
Tendo sido nomeado, pelo mesmo monarca, ‘mestre de campo general’ das tropas coloniais espanholas, combateu os índios de Chaco e da província de Tucumã, na região platina (1631).
Em 1632, dominou os Calchaquis em San Miguel de Tucumán.
Em 1641, após a restauração da Independência Portuguesa, aclamou o rei dom João IV de Portugal, o que lhe custou muitos bens que possuía em Espanha e na colónia do Peru. De regresso a Portugal, em 1643 foi nomeado almirante das frotas do Brasil e membro do Conselho Ultramarino. Em 1647, comandou a frota que reconquistou Angola e São Tomé e Príncipe para Portugal, para resolver a questão da ocupação holandesa em África, sendo nomeado governador de Angola. Em 1662, superou a chamada Revolta da Cachaça, no Rio de Janeiro.
Em decorrência desse conflito foi destituído do cargo de governador (1662) e substituído por D. Pedro de Melo. Retornou a Portugal em 1663 e tomou assento no Conselho Ultramarino. Tomou parte das disputas palacianas que afastaram D. Afonso VI e levaram D. Pedro II à regência, em 1667. Condenado ao degredo de dez anos na África, acabou por reverter tal decisão, mas foi afastado da Corte e permaneceu recluso no colégio jesuíta de São Roque até recuperar seu cargo no Conselho Ultramarino.

## Juventude
Existe uma controvérsia sobre o nascimento de Salvador Correia de Sá e Benevides. No Brasil e Angola, defende-se que tenha nascido no Rio de Janeiro, em 1594. Em Portugal, diz-se que nasceu em Cádis, em 1602. Existe uma polêmica similar sobre a sua morte. Filho de mãe espanhola, María de Mendonza y Benevides, seu pai, Martim Correia de Sá descendia da família dos fundadores do Rio de Janeiro, Mem de Sá e Estácio de Sá). Diz Frei Vicente do Salvador em sua "História do Brasil" que desde pequeno já acompanhava o pai em suas viagens a Lisboa e de exploração nas terras do Brasil. Estudou no Colégio dos Jesuítas do Morro do Castelo, fundado quando Mem de Sá e Estácio de Sá expulsaram os franceses do Rio de Janeiro. Viveu provavelmente na fazenda do Engenho da Tijuca que pertencia à sua família.

### Vida militar e política
Em 1612, aos dez anos, entrou no serviço militar, distinguindo-se nas guerras contra os índios. Com cerca de vinte anos estava no comando de um comboio de Pernambuco para Lisboa e a partir daí não pararia mais de comandar as armadas para defender a terra dos corsários que saqueavam as frotas portuguesas e dos bloqueios holandeses.
Em 1616 e 1617 deve ter acompanhado o pai a Lisboa, quando viajou por ordem de Salvador Correia de Sá para saber de Felipe II as providências sobre o descobrimento das minas em terras do Brasil. Salvador Correia de Sá, apesar da idade avançada, inspirava ao filho e ao neto, o exemplo de comportamento e virtudes.
Em 1618 voltou ao Brasil com o pai, munido de poderes especiais, e o acompanhou na viagem às supostas minas de Sergipe, onde se pensava existir uma outra Potosi. Ainda em 1618, receberia o grau de Cavaleiro da Ordem de Santiago da Espada, tendo sido dispensado da exigência legal de não poder ser cavaleiro antes de 21 anos.
Os holandeses atacaram as costas do Brasil, assenhoreando-se do Nordeste, e conquistaram a cidade de Salvador em 1624, prendendo o Governador Diogo de Mendonça Furtado. Em Portugal foram preparadas expedições de socorro, que precederam a esquadra luso-espanhola de D. Fadrique de Toledo Osório e D. Manuel de Meneses. Salvador, em Lisboa,  aonde levar a salvamento para Lisboa um comboio de 30 navios, comandou a nau «Nossa Senhora da Penha de França», que veio à frente da esquadra com combatentes e mantimentos de guerra. No Rio, recebeu do Governador, seu pai a incumbência de recrutar homens em São Vicente, cumprida a missão embarcaram com destino à Bahia. Salvador Correia já tinha perto de 30 anos, mostrou o que valia não só a sua bravura, como a sua perícia militar. Ao voltar da expedição, arriscada porque a marinha holandesa dominava os mares, alistou na capitania de São Vicente uns 200 homens, meteu-os a bordo de duas caravelas e de três canoas de guerra, e os conduziu à empresa da restauração da Bahia, importante, para a qual no ano de 1624 saíra de Lisboa uma esquadra hispano‑portuguesa, bastante numerosa.  No caminho, encontrou na capitania do Espírito Santo, oito naus holandesas sob o comando de Piet Hein, vindas de Angola. Surpreendeu os holandeses, que também haviam saltado em terra, e foram por ele derrotados e salvou a praça. Seguindo para a Bahia, distinguiu-se na conquista dessa praça (1 de Maio de 1625), tendo chegado poucos dias antes ao campo dos sitiadores.
O Padre Antônio Vieira, que acompanhou os acontecimentos, escreveu longa carta, em 1626, enfatiza, como comenta Frei Vicente de Salvador, em sua «História do Brasil». Aliás, Frei Vicente esteve com Salvador em 1625 e teria ouvido dele próprio a narração dos acontecimentos. Na vitória teve papel destacado a destreza dos índios arqueiros trazidos por Salvador dos aldeamentos de jesuítas das Capitanias do Rio de Janeiro e São Vicente.

## Alcaide-mor vitalício do Rio de Janeiro
Depois da vitória no Espírito Santo, Salvador juntou-se aos combatentes portugueses que se preparavam para libertar a Bahia, ali permanecendo até maio de 1625 quando a cidade foi recuperada. Ignora-se se partiu de volta para o Rio de Janeiro ou se foi para Portugal, mas em 5 de fevereiro de 1628, recebeu de Filipe III a Alcadaria-mor da cidade de São Sebastião do Rio de Janeiro «por todos os anos de sua vida», em recompensa dos serviços prestados á Coroa.
Em 1630, Salvador viajou ao Paraguai, acompanhar sua prima Dona Vitória que ia encontrar-se com o esposo, D. Luís Céspedes Xeria, Governador do Paraguai. A viagem duraria cinco anos! Salvador teve como função apaziguar os índios de uma tribo revoltada na região do Chaco. Salvador casou-se então com uma rica viúva crioula, D. Catalina de Ugarte y Velasco. Pelo casamento, tornou-se grande latifundiário em Tucumán, província (hoje na Argentina) que abastecia o Potosi boliviano, região das minas de prata, onde Salvador esteve em 1633.
Durante a viagem, soube da morte de seu pai, no Rio de Janeiro, em 1632, e possivelmente já pensando na Governadoria, voltou ao Brasil.

## Almirante dos mares do sul
Dois anos depois da morte de seu pai, em 1634, já estava nomeado Almirante dos Mares do Sul. Sua missão foi submeter os índios do Rio da Prata. Tratava-se para os espanhóis de resolver uma questão vital para o seu domínios nas margens do rio da Prata. Ali, há muitos anos, uma rebelião devastava principalmente a província de Tucumán. Esta «revolta dos Caléquis» era dirigida por um hábil chefe, D. Pedro Chamay.
Dirigiu a campanha com tanta habilidade e energia, que, tendo ganho a batalha de Pelingarta, havendo aprisionado D. Pedro Chamay e recebido um grande número de frechadas, porque a luta foi áspera e rude e não se poupou, conseguiu restabelecer em 1635 a ordem nas margens do rio da Prata e do rio Paraguai.

## Primeiro período como governador do Rio de Janeiro
A Corte soube recompensá-lo e, testemunho dos serviços prestados à coroa espanhola (ibérica, pois estava em vigor a União), deu-lhe o governo por dois triênios, da Capitania do Rio de Janeiro, de 1637 a 1643, pela Carta Régia de Filipe II, ou provisão real que o nomeava capitão-governador, de 21 de fevereiro de 1636.
Foi seu primeiro período como Governador da cidade.
Ainda em 1637, Salvador estaria em Portugal obtendo mantimentos, armas e munições para fortalecer a Capitania. O Rio de Janeiro, São Vicente e São Paulo de Piratininga forneciam à Bahia mantimentos, tornando-se armazéns gerais do exército e praças do Norte. Se não fossem os socorros organizados por Salvador, a sorte dos sitiados da Bahia e dos que lutavam contra o domínio holandês em Pernambuco teria sido diferente. Prova disto é encontrada numa consulta do Conselho da Fazenda, de 10 de março de 1640, que fala sobre o zelo de Salvador e nos recursos que haviam sido enviados para sustentar os envolvidos na guerra (documentos hoje no Arquivo Histórico Colonial nº 193, caixa nº 1, Rio de Janeiro - 1617 a 1645).
Salvador era grande proprietário no Rio de Janeiro, e com a morte de seu pai herdou vastos bens territoriais, inclusive canaviais na Tijuca e em Jacarepaguá e conseguiu permissão do Conselho Municipal para construir um trapiche para armazenamento e pesagem de açúcar, farinha de mandioca e outros produtos.
Vivaldo Coaracy e outros escritores tem sobre ele opinião mitigada: em «O Rio de Janeiro no século 17», página 89, diz Coaracy: «Filho da terra, não o distinguiu, entretanto, como a seu pai, o amor à cidade natal. Considerava-a um feudo de família. No seu espírito, as razões imperativas que lhe ditavam os atos eram as considerações das vantagens, para si em primeiro lugar, para os seus em seguida, que sob a forma de proventos materiais, de prestígio e de autoridade podia colher da situação que ocupava. Aos parentes e afins distribuiu os cargos da governança da terra que estavam na sua alçada. E aqueles de que não dispunha, obtinha-os pela influência ou a poder de intrigas e empenhos.» Mas reconhece, parágrafos adiante: «Além de militar notável, com qualidades apoiadas em incontestável e provada bravura pessoal, era hábil político. Conhecedor da força e poder dos jesuítas, soube sempre conservá-los a seu favor, numa troca de apoio recíproco.»

## Socorro a Pernambuco
A 3 de fevereiro de 1639, provisão do governador-geral D. Fernando Mascarenhas, conde da Torre, o encarregou de obter reforços para uma expedição contra os holandeses e retomada de Pernambuco. Salvador, por sua vez, encarregou do assunto por provisão de 18 de março de 1639 D. Francisco Rendon de Quebedo. Tinha que arregimentar soldados em São Paulo e os levar para o Rio de Janeiro mas só conseguiu 22 infantes e 50 índios.
Nesse mesmo ano de 1639, Salvador solicitou o lugar de Administrador das Minas de São Paulo, cargo que pertencera ao pai e avô. Receberia o cargo pela Carta Régia de 22 de março de 1640, com o soldo de Mestre de Campo, com poderes de Soberano Geral do Brasil, devido à necessidade de combater os holandeses em Pernambuco (há documentos no Arquivo Histórico Colonial nº 212 e 214, caixa nº 1, Rio de Janeiro - 1617 a 1645).
Em 8 de junho de 1639, ampliando a autoridade de Salvador, o conde da Torre colocou sob sua  jurisdição, «na guerra e na justiça», as capitanias de São Vicente e de São Paulo, autorizando-o a perdoar os crimes, desde que se alistassem na tropa… Houve intenso recrutamento então, auxiliado por Antônio Raposo Tavares,  para formar levas militares.  Houve como consequência o empobrecimento da lavoura no Rio  e protesto da Câmara, mas as tropas seguiram para a Bahia, na tentativa de restauração de Pernambuco. Como Rendon conseguiu pouca gente, (SL IX 17) o conde da Torre em provisão desta data determinou que se facultasse o perdão de crimes (sobretudo o de entrada no sertão) aos que se inscrevessem na leva, podendo ser nomeado um capitão para cada 80 homens, vencendo o soldo de 40 escudos. Na leva conseguida então partiram os capitães Valentim Pedroso de Barros, seu irmão Luís Pedroso de Barros, Antônio Raposo Tavares e seu irmão Diogo da Costa Tavares, Manuel Fernandes de Abreu, João Pais Florião, o ajudante João Martins Esturiano. E muitos outros: Antônio Queiroz, Pedro Vaz de Barros, Antônio da Cunha Abreu, João Sutil de Oliveira, Estêvão Fernandes o Moço, Manuel Gonçalves, Alberto de Oliveira d'Horta, Bartolomeu Bueno, Inocêncio Nogueira, Lázaro Bueno - nomes inscritos na história dos bandeirantes.

## A Restauração em 1640
A 18 de junho de 1640, na chamada "botada dos padres fora", o movimento paulista para expulsar os padres da Sociedade de Jesus que queriam forçar a liberdade dos índios, foi imitado pelo povo do Rio de Janeiro. Uma massa popular armada subiu no Rio o morro do Castelo, no Rio de Janeiro, para iniciar o assalto ao Colégio dos Jesuítas, forçando a intervenção do governador Salvador Correia de Sá e em pessoa, que a custo pode salvar a vida dos jesuítas. Ofereceu-se na porta do Colégio como mediador e, apesar da situação tão grave, conseguiu uma «escritura de composição» lavrada a 22 de junho pelo tabelião João Antônio Correia.
Em 10 de março de 1641 chegou ao Rio de Janeiro a notícia da aclamação de D. João IV em 1º de dezembro de 1640, reconhecido imediatamente pelo governador. Segundo  Vivaldo Coaracy em sua obra «O Rio de Janeiro no século XVII», página 103, achava-se Salvador Correia de Sá e Benevides na igreja, assistindo à missa, quando lhe foi entregue a carta do vice-rei, o governador teria hesitado... por ser fidalgo de espírito ibérico, devido às suas raízes espanholas. Nessa altura consultou o abade de São Bento e o provincial dos Jesuítas. Á política dos jesuítas convinha a divisão dos dois reinos, a separação das coroas. Salvador convocou para reunião na biblioteca do Colégio os comandantes das forças de guarnição, os prelados das religiões, o administrador eclesiástico, os oficiais da Câmara e pessoas notáveis, a portas fechadas. Contou o absoluto segredo, pedindo a opinião «pois preferia errar com os pareceres dos presentes a acertar com o seu», o que era fórmula bem manhosa. O vereador mais velho se declarou pela imediata aclamação e seguiram-se os demais. Assim, houve uma procissão à matriz, juramento do governador, mas as festas foram adiadas, pois a Páscoa se celebrava a 31 de março. Depois dela, sim, houve oito dias de festas com pompa, marcha de cavaleiros («a encamisada») com capas e archotes, «alardo» ou parada, corridas de touros, jogo de canas e de manilhas.
Salvador, filho de mãe espanhola,  casado com espanhola, reconheceu D. João IV como Rei de Portugal. Tinha relações íntimas de parentesco  à Espanha, tivera comando em terreno exclusivamente espanhol, não tinha razão de queixa do governo de Espanha - mas era português e foi patriota e proclamou na cidade do Rio a realeza de D. João IV.

## Perturbações em São Paulo
Lutava com dificuldades graves, porque os jesuítas queriam executar as leis a as bulas que lhes concediam a liberdade dos índios, e os paulistas, que tinham índios como escravos e os iam buscar nas florestas para vendê-los com grande lucro, recusavam-se a libertá-los, chegando a revoltar-se abertamente contra os jesuítas, que Salvador Correia defendia e sustentava com energia, porque na verdade eles defendiam nesse momento a causa da civilização e da humanidade. Salvador Correia esperava que o grande sucesso da restauração abrandasse os ânimos dos paulistas, ou pelo menos os decidissem a mandar representantes ao Rio com poderes bastantes para resolverem as questões que promoviam conflito. Os paulistas entenderam, pelo contrario, que a fidelidade de que tinham dado provas e o modo como tinham acolhido a aclamação de D. João IV, os tornava credores da gratidão do rei de Portugal, e portanto suas pretensões deviam ser atendidas pelo capitão-mor do Rio de Janeiro. Negaram-se então a consentir em quaisquer medidas que tivessem por fim a libertação dos índios.
Vendo que era indispensável ir tratar directamente com os revoltosos, Salvador Correia partiu para Santos, onde depois de largas negociações conseguiu que os paulistas elegessem 48 procuradores para tratarem do assunto, chegando enfim a um resultado, que se não resolveu inteiramente a questão, pelo menos apaziguou a capitania.
Em 7 de setembro de 1642, por carta à Câmara de São Vicente, Salvador se mostra agradecido. A Câmara de São Paulo havia enviado a Lisboa dois representantes - Salvador lhes havia mandado em missão de paz o franciscano Frei Francisco de Coimbra, mas os paulistas se recusaram a recebê-lo, trancando o «Caminho da Serra», constituindo governo próprio com o propósito firme de se desligar da obediência ao governo do Rio.  Com isso Salvador resolveu ir a São Paulo em pessoa e entregou o governo do Rio ao tio, Duarte Correia Vasqueanes. Embarcou para Santos e São Vicente. A Câmara de São Paulo se dirigiu à de São Vicente, pedindo, como cabeça da capitania, que prendesse o Governador, «porque era público que vinha com o desígnio de passar-se com sua casa, mulher e família, para os domínios da Espanha». Mas os vicentinos se recusaram e lhe prestaram obediência. Na carta, Salvador qualifica os Paulistas de «uma república de facinorosos». Mas não conseguiu subir ao planalto, permaneceu em Santos e São Vicente e, com habilidade e insistência, conseguiria em 14 de maio de 1663 a escritura de conciliação. Mas os Paulistas não concordaram e os jesuítas só voltariam a seu Colégio dez anos mais tarde.

## Descontentamento no Rio
Em 15 de dezembro de 1642 já era grande o descontentamento do povo no Rio. O Conselho Ultramarino recomendou à Coroa nessa data que fosse enviado ao Rio um desembargador para proceder a rigorosa devassa na administração de Salvador. Havia forte antipatia da população e queixas que não se ousava externar. O governador-geral Antônio Teles da Silva, tomando posse, ouviu o povo e enviou ao Rio o provedor da Fazenda, Domingos Correia, para relatório minucioso. Aproveitando a ausência do governador, Domingos Correia promoveu verdadeiro inquérito do qual resultou a gravíssima denúncia que remeteu ao Conselho Ultramarino. No documento, era acusado de prevaricador, de se locupletar com o dinheiro da Fazenda Real, de proteger amigos e parentes com proventos indevidos, de oprimir o povo com tributos ilegais de que se fazia administrador, de mandar construir por seus escravos fortificações precárias que fazia pagar por preço exorbitante, com o que tinha aumentado sua fortuna em 300 mil cruzados. O que se uniu à representação dos Paulistas e às informações prestadas por João de Castilho Pinto e queixas da Câmara.
No período de seu Governo, entre 1639 e 1643, ano em que passou o Governo do Rio a Luís Barbalho Bezerra (1643-1644) e partiu para Lisboa, Salvador teve de combater uma revolta da soldadesca do Rio; exploradores dos sertões; proprietários de índios mansos, defendidos pelos jesuítas e outros que eram contra a longa «oligarquia» dos Sás, e fizeram acusações de irregularidades financeiras nas contas da cidade. A devassa serviu para exaltar os méritos e a integridade do acusado e as queixas foram consideradas improcedentes.
Em 2 de março de 1644, conforme parecer do Conselho Ultramarino, o rei ordenou ao desembargador Francisco Pinto da Veiga partir para o Rio em diligências contra Salvador Correia de Sá e Benevides, mas este correu para Evora, pintando-se como vítima de inveja e calúnia de inimigos, como o provedor Domingos Correia,  João de Castilho Pinto e o provedor de ausentes João Fagundes.
Nem por isso Salvador deixaria de cuidar primeiro de seus próprios interesses: mais tarde, quando em Lisboa, em 1653, obterá do Conselho Ultramarino uma provisão, na qualidade de alcaide-mor e maior proprietário de engenhos e currais do Rio de Janeiro, ordenando a todos os mestres de embarcação que carregassem no porto do Rio estarem obrigados a reservar 10% do espaço para transportar açúcar dos seus engenhos.

## O retorno a Lisboa
Ao deixar o Governo, Salvador voltou a Portugal na frota de açúcar que partiu em junho, inspirado em parte pelo desejo de justificar perante D. João IV sua obra de administrador e ficar livre das acusações. Permaneceu em Portugal dois anos e pode apresentar ao Rei propostas e estudos que seriam a base para a reconquista do Brasil e de Angola, e para o reatamento imperial da política atlântica.
Seu plano para a reconquista dos territórios invadidos pelos holandeses, apresentado a D. João IV em 21 de outubro de 1643, se baseava em três pontos:
- 1 - a forma de se retomar o comércio com Buenos Aires seria fundar uma fortaleza nos domínios de D. Catarina, preparando uma expedição que sairia do Rio de Janeiro pelo mar e uma bandeira de São Paulo que desceria o rio Paraguai. Era parte relativa ao domínio do rio da Prata e ao aproveitamento das minas de Potosi, concentrando o comércio com a América do Sul em mãos portuguesas. Provam-no documentos no Arquivo Histórico Colonial, documento 245, caixa 1 - Rio de Janeiro (1617 - 1645);
- 2 - a retomada de Angola, desde 1641 em mãos holandesas, e meios de restaurá-la, segundo documento no Arquivo Histórico Colonial, nº 246 - Rio de Janeiro;
- 3 - como perseguir os holandeses no Brasil (Arquivo Histórico Colonial, documento 244, caixa 1 - Rio de Janeiro).

Tais planos foram aprovados de forma geral em 24 de outubro de 1643 pelo Conselho de Guerra. Em 10 de junho de 1644, o Conselho Ultramarino apreciou os planos de Salvador e os aprovou com exceção do primeiro, no que se referia a Buenos Aires, pois julgava inoportuno se lançar mão de novas conquistas em tempos tão difíceis (Arquivo Histórico Colonial, documento 305, caixa 1 - Rio de Janeiro).

## General das Frotas e Administrador das Minas
Salvador não perdeu o favor real, pois a 26 de março de 1644 um alvará criou as «Frotas de Comércio», comboios protegidos por naus de guerra para defesa mútua e para comandá-las, com patente de general, foi nomeado Salvador Correia o qual, a 8 de junho, ainda obteve nomeação para Administrador das minas de São Paulo e de São Vicente com a condição de ser substituído, nas ausências na frota, pelo tio Duarte Correia Vasqueanes. Enviou ainda petição ao Conselho Ultramarino, que modificou seu parecer anterior. O Rei ordenou que o desembargador fosse ao Rio de Janeiro apenas «geralmente devassar das matérias de Justiça e Fazenda», sem proceder contra Salvador, além de confirmar o aforamento perpétuo do trapiche, que a Câmara lhe fizera. Ainda obteria, a 7 de abril, mercê do hábito de Cristo a Duarte Correia Vasqueanes por serviços prestados.
Voltou assim ao Brasil nomeado General da Frota de Escolta aos navios que faziam o comércio entre o Brasil e Portugal (ameaçados pelos holandeses nos mares da América e pela Espanha nos mares europeus), e administrador das Minas de São Paulo, além de Conselheiro do Conselho Ultramarino, no qual tomou posse em 14 de dezembro de 1644, segundo documentos no Arquivo Histórico Colonial, Livro dos Autos de Posse do Conselho Ultramarino, folha 19.

## A busca de minas e a defesa do país
Tinha finalmente amplos poderes para explorar as minas, cuja existência e riqueza no vasto território sob sua jurisdição já então se pressentiam. Bem convinha seu descobrimento ao governo de D. João IV, que fez a Salvador Correia as mais brilhantes promessas, no caso de conseguir explorá-las; porém este delegou em outros a viagem das minas e o exercício do lugar para que fora escolhido, e aceitou a comissão mais gloriosa, menos rendosa, e mais perigosa, de comboiar os navios mercantes que iam do Rio de Janeiro para a Europa.
Fez três viagens, escoltando na primeira 37 velas. Na primeira viagem prestou alto serviço à Insurreição Pernambucana, porque escoltou até ao porto de Tamandaré oito navios da Bahia que levavam a João Fernandes Vieira, que acabava de ganhar a batalha de Tabocas, um reforço de 800 homens ainda mais precioso por serem os chefes dos terços André Vidal de Negreiros e Martim Soares Moreno, cujas heróicas espadas não haviam de contribuir pouco para a expulsão definitiva dos holandeses de Pernambuco.
Em julho de 1645, chegado na primeira frota do final do ano anterior, de 1644, Salvador embarcou na frota de 30 navios para Lisboa, indo na  nau capitânia, «São Pantaleão», com a mulher e os filhos. Sua frota deveria se unir a navios de Serrão de Paiva. O governador-geral Antônio Teles da Silva continuava a se queixar de seu procedimento que considerava equívoco no episódio que provocou queixas - por ciúmes, quem sabe, secreta hostilidade, pois fora quem ordenara ao provedor Domingos Correia «uma exata informação».
Mais duas viagens fez ainda até que em 1648 D. João IV o encarregou dum emprego de alta importância: arrancar Angola ao poder dos holandeses.
As capitanias do Rio de Janeiro, Espírito Santo e São Paulo estavam unidas ao governo da Bahia, mas Salvador não concordava com a união, achando que prejudicava os interesses e a defesa do Sul, que atingia até Buenos Aires, com cerca de mais de 500 léguas, com muitos portos e povoações sujeitos a às ordens que levavam meses para chegar. Considerava que só a graça de Deus poderia sustentar as Capitanias do Sul, que resistiram a todos os ataques enquanto as do norte foram roubadas e saqueadas pelos holandeses. Se o Maranhão estava separado do Governo Geral e tinha muito menos povoações, gente e terra, porque não fazer o mesmo com as capitanias do Sul?
Com o parecer, Salvador apresentou longa proposta de aproveitamento das riquezas do rio São Francisco, onde podiam navegar galeões, e propôs que se construíssem no Brasil tais galeões.
Em 1647, Salvador receberia  autonomia para governar as Capitanias do Rio de Janeiro, Espírito Santo e São Paulo, com independência da Bahia, apenas em tempo de guerra. Passados 17 anos, em 17 de setembro de 1658, sua proposta foi implementada pois ele recebeu o Governo das Capitanias do Sul o que fez de 1660 a 1662. (Ver Resolução Régia sobre a jurisdição de Salvador Correia de Sá e Benavides na Capitania do Rio de Janeiro e nas outras do Sul, Lisboa, 10 de outubro de 1658, in Arquivo Histórico Colonial, documento mº 782, caixa 2 - Rio de Janeiro e documento nº 781 de 10 de setembro de 1658).

## A empresa de Angola
A importância de Angola era extrema, porque dali se fornecia o Brasil de escravos indispensáveis para a cultura das suas terras. A empresa de a reconquistar era tanto mais difícil, quanto pela situação extravagante em que se achava Portugal com os holandeses, aliados agora na Europa.  Era indispensável que Salvador Correia encontrasse meio de tomar Angola sem que parecesse que tomara a ofensiva, para se não considerarem rotas as pazes com a Holanda.
Em 1644, Salvador regressou ao Brasil. Deveria ir primeiro à Bahia, defendê-la em caso de necessidade e depois ao Rio de Janeiro, preparar a expedição angolana que seria chefiada por Francisco Souto Maior, Governador interino do Rio. Salvador preparou a frota, mas Souto Maior morreu em Massangano ou em Cabo Ledo, preso, antes de poder restaurar a colônia. Esta glória, por mérito, ficaria reservada a Salvador, que a preparou. Depois de preparar a frota de Francisco Souto Maior, que iria a Angola, Salvador voltou a Portugal, como General da Frota do Brasil, comandando 22 navios, entre eles seis galeões construídos no Rio de Janeiro.(Arquivo Histórico Colonial, Consultas Mistas, código nº 14, folha 79, verso).
Chegou a Lisboa em 1645 e teve que provar ao Conselho Ultramarino seu bom procedimento, porque se dizia que ele ao passar pela Bahia se recusara a dar apoio ao governador-geral Antônio Teles da Silva no plano para atacar Recife , ainda em mãos dos holandeses. Por mais de dois anos, trabalhou em Lisboa nos projetos para restaurar Brasil e Angola, como Conselheiro do Conselho Ultramarino.
Apesar de achar que se devia levar a guerra aos holandeses em Angola, para sua recuperação, optou-se por celebrar um acordo para a restituição dos lugares ocupados. Anos antes, Salvador defendera que um acordo diplomático seria a solução e a ação negociadora do Padre Antônio Vieira e do Embaixador Francisco de Sousa Coutinho, na Holanda, se baseava nesta posição. Mas naquele momento tomar o poder dos holandeses se firmara como melhor opção no Brasil em Angola. Foi necessário esperar até 1647 para se tomar qualquer atitude, pois tentar tomar pelas armas os locais ocupados parecia à Corte uma grande loucura.
Salvador partiu do Tejo em 24 de outubro de 1647, sem que fossem proclamados os verdadeiros poderes que lhe eram atribuídos, sem se dizer que partia para reconquistar Angola. Oficialmente continuava-se a pregar as vantagens de um acordo diplomático. Vinha com esquadra de seis navios, patente deernador com jurisdição das capitanias do sul, para aparelhar expedição para reconquista de Angola. Chegou ao Rio de Janeiro em 16 ou 29 de janeiro de 1648, quando em Portugal o Rei mandava ouvir o Conselho Ultramarino, posição que era defendida pelo Padre Antônio Vieira.  Na Europa vivia-se em aparente paz, no Brasil continuava a guerra de reconquista. Em junho de 1648 celebrou-se a paz entre os Estados Gerais e a Espanha, poucos dias depois chegavam notícias da vitória da batalha de Guararapes. Diz  D. João IV a Luís Pereira de Castro, em carta de 2 de julho de 1648, (lida em A Restauração, por Eduardo Brasão, pág. 356) que depois de Guararapes vencer os holandeses começa a parecer possível! Mas Antonio Vieira continuava pregando um acordo diplomático, acreditando estar Angola perdida, não sabendo que Salvador já rumava para Angola.
Seu parente Duarte Correia Vasqueanes governou o Rio de Janeiro entre 1645 e 1648. Salvador, chegando ao Rio, se ocupou da armada que partiria para Angola, preparando mantimentos e completando as guarnições dos navios. Ficou no Governo da cidade entre janeiro e maio de 1648 e durante este tempo ainda enviou ao governador-geral na Bahia uma embarcação de mantimentos e despachou três navios com sal para a ilha de Santa Ana, onde deveriam ser preparadas as carnes para a viagem. Incumbiu-se pessoalmente dos preparativos da expedição, como se lê no Arquivo Histórico Colonial, documento nº 641, caixa no 2- Rio de Janeiro.
Salvador lançou sobre o Rio uma contribuição de 80 mil cruzados, o que agravou a crise, para a qual fez contribuir as Ordens religiosas, sobretudo São Bento. A esquadra, aumentada no Rio para mais de 20 navios, partiria a 12 de maio, chegando a Luanda em agosto.
Desde 9 de maio de 1648, Salvador reuniu em sua casa no Rio os Capitães de Mar e Guerra e os pilotos práticos dos galeões e navios da Armada. A reunião foi descrita em documento que cita o nome de todos os principais chefes da Armada. Apelara no Rio ao patriotismo e até aos interesses dos homens abastados (que a perda de Angola prejudicava ) e despendendo também com liberalidade os seus próprios dinheiros, e conseguira juntar 15 navios, quatro dos quais comprados à sua custa.  Depois da reunião, Salvador escreveu ao rei relatando as providências tomadas. A armada, seria formada de 15 embarcações com 1400 homens dos quais 900 homens de desembarque. Levavam mantimento para seis meses. Para o financiamento, o povo do Rio de Janeiro contribuiu de 60 000 mil cruzados. (Arquivo Histórico Colonial, documento nº 642, anexo ao documento nº 640, caixa nº 2- Rio de Janeiro).
Salvador partiu no dia 12 de Maio para Angola. A praça do Rio de Janeiro ficou pouco guarnecida de soldados, de munições de guerra, de peças de artilharia e de mantimentos. Por isto, em sua carta ao Rei, Salvador suplicava que enviasse munições, pólvora e infantes para as Fortalezas que defendiam a cidade, que ficaria muito exposta às invasões de holandeses, em má situação em Pernambuco.
A Armada saiu do Rio em fins de maio de 1648, comboiando e protegendo, até certa altura da viagem, a frota de açúcar que ia para Portugal. Seus números constam do documento do Arquivo Histórico Colonial, nº 641, caixa nº 2- Rio de Janeiro. Em «História Geral das Guerras Angolanas», Tomo II, página 3, diz-se que eram 12 navios e 1,2 mil homens.

## A reconquista de Angola
Salvador chegou a Quicombo a 12 de julho de 1648. Dias depois, uma tempestade tirou a vida de 300 homens entre eles o Almirante da Armada, Baltasar da Costa de Abreu. Comentam portugueses que nunca empresa tão importante fora intentada com tão pequenas forças! A construção de um forte na enseada de Quicombo (ver Fortim do Kikombo) permitiria estabelecer comunicações com os portugueses, que desde a perda de Angola se tinham refugiado no Forte de Massangano.
Tomando pretexto de hostilidades que os holandeses faziam aos restos da antiga guarnição portuguesa, declarou que era isto uma quebra flagrante da paz, que o autorizava a pedir-lhes uma satisfação. Seguiu por mar até São Paulo de Luanda e chegou à cidade em agosto. Propôs aos holandeses que deixassem a cidade, ocupada havia sete anos. Participou-lhes os motivos da sua vinda, suas razões de queixa, declarando-lhes que, logo que eles não respeitavam a paz , também ele se não julgava obrigado a deixar de a infringir, e portanto que exigia que se entregassem. Surpreendidos os holandeses com esta audácia, avaliaram em maior do que era o poder dos assaltantes, e pediram 8 dias para tomarem uma decisão. Na verdade queriam dar tempo para que regressassem à cidade 300 soldados, vindos do interior. Salvador deu três dias e em 14 de agosto de 1648 desembarcou suas tropas a meia légua da cidade.
O fim evidente era reunirem as tropas que andavam pelo campo, e Salvador Correia, percebendo-o, apenas lhes concedeu dois dias. No fim do prazo marcado. desembarcou em chalupas 650 soldados e 250 marinheiros, deixando 180 nos navios com muitas figuras pelas enxárcias e pelas amuradas, para que de longe se julgasse muito mais numerosa a tripulação dos navios. Os holandeses, repelidos de todos os pontos exteriores, refugiaram-se na fortaleza do Morro de S. Miguel e no forte de Nossa Senhora da Guia, tendo abandonado tanto à pressa o fortim de Santo António, que nem tiveram tempo de encravar mais do que duas peças das oito que o fortim possuía. Aproveitou-as Salvador Correia, e juntando-as, a quatro meios canhões que mandou desembarcar, formou uma bateria que principiou a bombardear a fortaleza, causando pouco dano, mas produzindo grande terror aos holandeses, assombrados da rapidez com que a bateria se assentara. Viu, porém, Salvador Correia que seria demorado o êxito da bateria, a apertado pela necessidade de impedir que os holandeses fossem reforçados, mandou no dia seguinte, 15 de Agosto de 1648, dar assalto às duas fortalezas ocupadas pelo inimigo. A temeridade era incrível e seria indesculpável, se não fosse a situação perigosa em que se via. Tinha apenas 900 homens e ia assaltar duas fortalezas, onde a artilharia quase nem tinha aberto brecha e guarnecidas por 1,2 mil soldados europeus e outros tantos negros. Por isso o assalto deu resultados terríveis. Depois duma escalada audaciosa em que os assaltantes foram repelidos, Salvador Correia mandou recolher as forças, e viu que havia 163 soldados mortos e 160 feridos. Tinha fora do combate mais da terça parte do seu exército. Sombrio mas resoluto, ia fazer uma segunda tentativa, quando com grande surpresa, viu aparecer um parlamentário, que vinha propor uma capitulação, o que Salvador Correia resolveu aceitar, receando o resultado de um novo assalto, em vista das perdas enormes que já sofrera. A capitulação foi concedida com todas as honras, facilitando-lhes logo a amnistia que eles pediram para os seus partidários, e assinada a capitulação viu-se o caso estranho de saírem rendidos de duas fortalezas, onde nem quase havia brecha, 1,1 mil homens e passarem, diante de menos de 600, que a essa força estava reduzida, depois do primeiro assalto, o exército sitiador. Havia já 5 dias que Salvador Correia tomara posse das fortalezas, quando apareceu na cidade, vindo do sertão um corpo de 250 homens acompanhados por mais de 2 mil negros, súbditos da rainha Ginga (V. Portugal, vol. III, pág. 737). Bem desejariam eles romper a capitulação, mas Salvador Correia tomara as suas precauções, fazendo logo embarcar em três navios a guarnição holandesa da cidade; de sorte que os recém chegados, vendo-se sós, capitularam também.
Os negros da rainha Ginga é que não quiseram sujeitar-se, e arrojaram os maiores impropérios aos holandeses, por os desampararem. A guarnição de Benguela rendeu se a dois navios portugueses sem disparar um tiro, e a da ilha do São Tomé, apenas soube que Luanda se rendera, partiu desamparando a ilha, deixando a artilharia e munições, de forma que os navios que Salvador Correia enviara para procurarem apoderar-se dessa nossa antiga e importante colónia, encontraram já a bandeira portuguesa arvorada nos fortes. Assim desampararam os holandeses também as suas feitorias de Benguela-a-Velha, de Leango e da Pinda, de forma que em dois meses tinham voltado ao domínio português Angola e São Tomé.
Em resumo: os holandeses capitularam a 16 de agosto, saindo vencidos do Forte do Morro de São Paulo, assinaram a capitulação e foram embarcados em dois navios. Apesar da Rainha Ginga ter prometido aos holandeses do interior ajudá-los a expulsar os portugueses, preferiram ser incluídos na capitulação e embarcar com os outros. Salvador ocupou a cidade de São Paulo de Luanda e enviou navios para restaurar Benguela e soldados e munições para São Tomé, abandonada pelos holandeses ao saberem da rendição de Luanda. («História Geral das Guerras Angolanas», Tomo II, páginas 478 a 481, de José Matias Salgado). A vitória quase miraculosa de Salvador Correia deixou de si lembrança tão viva na memória dos povos, que ainda em 1812 se celebrava em Luanda uma festa em acção de graças pela vitória a 15 de Agosto.
Expulsos os holandeses, tinha ainda de subjugar e punir os negros que haviam seguido o seu partido. Os principais eram os súbditos da rainha Ginga, e Salvador, dispondo de poucas forças, alistou ao seu exército muitos franceses, que integravam a guarnição holandesa e haviam permanecido em Angola. O comando foi confiado a Bartolomeu de Vasconcelos, que facilmente subjugou os dissidentes, vendo-se a rainha Ginga forçada a pedir a paz.
Salvador Correia permaneceu quase três anos e meio no Governo de Angola. Tinham sido nomeados, mas se escusaram, Pedro de Sousa de Castro, Luís de Miranda Henriques e Manuel Freire de Andrade.
A reconquista d Angola resultou na rearticulação do abastecimento de escravos para a Bahia, o Rio e, depois da expulsão dos holandeses, o Nordeste.
Salvador deu impulso a medidas administrativas, favorecendo o desenvolvimento de Luanda. Em 1651 partiu para o Rio de Janeiro, deixando por sucessor Rodrigo de Miranda Henriques. Durante sua época, expulsou definitivamente os holandeses, dominou as tribos negras revoltadas e fez renascer na região o antigo império. Não apenas recuperou os territórios ocupados mas reconstruiu os reinos do Congo, Angola e Benguela garantindo a mão-de-obra necessária às lavouras do Brasil; religou às feitorias e povoações costeiras os núcleos portugueses do sertão e espalhou a fé de Cristo, impactada pelo novo credo protestante. Desta maneira repondo tudo na forma que era antes de 1641. Por suas exposições ao Conselho Ultramarino, os acontecimentos de Angola foram bem acompanhados.

## O governo da capitania do Sul do Brasil
Quando a armada para Angola partiu do Rio em 1648, Salvador deixara como Governador seu tio Duarte Correia Vasqueanes, com recomendações para que continuasse nas explorações mineiras, de acordo com as ordens de Lisboa.
Duarte Correia seguiu as instruções e em 3 de setembro de 1648 participou a D. João IV que mandara fazer diligências nas minas de São Paulo, de onde vieram valiosas pedras e enviou junto, à carta, amostras para serem vistas pelo Rei. O Conselho Ultramarino já havia aconselhado que fossem enviados mineiros para uma exploração mais completa. Em outra carta de maio de 1648, Duarte Correia já dera contas a D. João IV sobre a bandeira ou entrada intitulada «Jornada das Minas das Esmeraldas da Capitania do Espírito Santo», empresa incentivada por Salvador em 1646, inaugurada pelos filhos de Marcos de Azeredo Coutinho, sem sucesso em duas tentativas de montar uma expedição ao Espírito Santo para encontrar minas ali supostamente existentes.
Salvador voltou a investir na busca destas miragens de esmeraldas após deixar o governo angolano, a seu pedido, em 1651.
Todos os seus bens sacrificados à jornada de Angola voltaram aumentados. Era possuidor de vastas propriedades, plantações de cana e engenhos no Rio de Janeiro e em Campos, antigamente Campos dos Goitacasez. Não faltou mão-de-obra vinda da África para suas fazendas e todo o Brasil. Tudo o que o Brasil deu a Angola, Salvador restituiu, incluindo o capital adiantado pelos habitantes do Rio de Janeiro para a reconquista de Luanda.
Em novembro de 1652, assistiu como Conselheiro, às Sessões do Conselho Ultramarino. A 4 de janeiro de 1657 foi feita a concessão, pelo Conselho Ultramarino, do pedido de Salvador, da posse de 100 léguas de terra no Distrito de Santa Catarina.
Sua família continuava dominante no Rio: provisão de 27 de março de 1657 nomeia governador da cidade Tomé Correia de Alvarenga (até 4 de outubro de 1659), filho de Manuel Correia Vasques e D. Maria de Alvarenga, primo de Salvador; o cunhado Pero de Sousa Pereira era provedor da Fazenda; Manuel Correia Vasqueanes era o juiz pedâneo ou presidente da Câmara e o primo, Martim Correia Vasques, era sargento-mor.
D. João IV morreu em 6 de novembro de 1656. Salvador seria nomeado por Carta Régia como Governador e Capitão Geral da Repartição do Sul, em 17 de setembro de 1658.  As Capitanias  do Sul desde 10 de julho estavam constituídas em governo separado por uma Carta Régia.
Em 1659, estando em Lisboa, Salvador se preparava para comandar uma expedição para voltar a ocupar seu posto de Governador de todas as Capitanias do Sul do Brasil, do Rio de Janeiro até Santa Catarina, sem nenhuma dependência do governador-geral, tendo tomado posse em 2 de setembro de 1659, ficando sob sua administração quase metade do Brasil. Partiu com reforços de gente e munições que obteve em Portugal e governou as Capitanias do Sul entre 1660 e 1662.
Chegou ao Rio em 18 de abril de 1659. Seu objetivo era agora a procura de minas.  Não assumiu o governo, no qual permaneceu seu primo Tomé, dedicando-se a preparar expedição ao Espírito Santo em busca da serra das Esmeraldas. Prestou homenagem a Francisco Barreto, o governador-geral desde 1657, e entregou o comando ao filho, nomeado mestre de campo. Foi seu filho João Correia de Sá (a quem um alvará do rei, em 9 de março de 1658, tinha concedido foro de fidalgo) partiu à frente de nova bandeira para explorar a região das minas e Sabarabuçu. A expedição encontrou filões auríferos, prenúncio do grande Ciclo de Ouro do Brasil.

## A revolta no Rio de Janeiro
Salvador Correia de Sá tomou de novo posse do governo, que exerceu até 1662.
Em 1660 chegou a São Paulo como «administrador das minas de ouro e prata» e governador das capitanias do Sul. Em 1661 foi em pessoa a Paranaguá e concluiu que as minas eram fantasia. Trazia carta do Rei ao opulento potentado Lourenço Castanho Taques, que aprisionara índios, entre êles cataguás. Salvador era «o inimigo capital de São Paulo», por haver dali sido expulso pelo povo à primeira vez que, intitulado governador, viera a capitania, sobretudo porque andava o gentio alvoroçado, dizendo que o vinha libertar, e por isso o «dito gentio matara Francisco Coelho da Cruz, Bartolomeu Nunes do Paço e Fernão Bicudo Tavares e cometera outros excessos.  Assentou o povo, em novembro de 1660, que não seria recebido.
Salvador retrucou de Santos, expedindo um bando que suspendia do exercício dos cargos o Ouvidor Antônio Lopes de Medeiros e o juiz ordinário D. Simão de Toledo Piza. Só em 3 de março de 1661 os paulistas irão convidá-lo a voltar. Houve bando de Salvador, de Santos, em 1º de janeiro de 1661, perdoando aos que se tinham comprometido nas hostilidades contra ele cometidas).
Assim, em 1º de janeiro de 1661, Salvador assumiu o governo das Capitanias do Sul, calculando em 3,5 mil almas a população branca de São Paulo. Prova que o Brasil quinhentista e seiscentista foram Bahia e Pernambuco, zonas ricas, açucareiras, assaltadas por flibusteiros; na era setecentista entretanto entrará em cena Minas Gerais, cuja importância se refletiria no Rio de Janeiro.
No Rio continuavam os problemas para Salvador, que em 28 de janeiro se dirigiu à Câmara e propôs a criação do primeiro imposto predial no Rio para levantar recursos e pagar os 350 praças da guarnição; seriam dois tostões pelos altos e outros dois pelos baixos das casas da rua Direita, mensalmente.  Nas demais ruas, meia pataca e um tostão… A Câmara convocou reunião, por achar a proposta prejudicial, com os Capitães Luís de Freitas Matoso, sargento-mor Rodrigo Pestana e Matias de Mendonça (pelos nobres); o Dr.  Almada; os prelados de São Bento, Carmo e da Companhia de Jesus; e Antônio Fernandes Valongo e Pedro Pinto (pelo povo). Entregaram uma contraproposta, sugerindo contribuição pessoal voluntária, restabelecimento da liberdade de comércio, taxa de 10$000 por pipa de aguardente, cuja indústria seria permitida, uma taxa sobre o preço da carne verde.
A surpresa foi que o governador aceitou. E nomeou o Capitão Francisco Monteiro Mendes, cristão-novo de má reputação que tinha fama de intermediário de seus negócios escusos, para recebedor e administrador dos novos impostos. Imediatamente, porém, percebeu que a resolução da Câmara que aprovara era uma violação dos privilégios da Companhia e anulou a aprovação, baixando em substituição severo regimento que instituiu um verdadeiro imposto de capitação, os mais ricos pagariam 8$000 e os demais de acordo com suas posses.
Houve profunda indignação entre o povo, pois Manuel Correia Vasqueanes conseguiu a aprovação da Câmara: surgiam os fermentos da revolta. A cidade estava em deplorável situação, o comércio paralisado, as tropas mal pagas, cofres públicos exaustos.
Salvador, como que desinteressado, ainda decidiu dedicar o governo à construção de galeões e às coisas do mar e resolveu construir o maior navio já saído de seu estaleiro na Ilha do Governador: o «Padre Eterno». Para isso, convocou um mestre em consertos de navios e carpinteiros na Capital da Colônia.  Os novos tributos descontentaram o povo, sendo necessário todo o prestígio de Salvador Correia para o manter na obediência. Enquanto isso, tinha que conter a guarnição local, mal paga e mal cuidada. Assim, como não aceitaram sua taxa domiciliar para o pagamento da guarnição, e a Câmara propusera a contribuição voluntária acrescida de uma taxa sobre a venda de aguardente que ele recusou, acabou por impor a taxa por pessoa, de acordo com a posição social e os recursos de cada indivíduo.
Resolvido o problema da guarnição e estando o «Padre Eterno» em construção, deixou Tomé Correia de Alvarenga na governança e partiu para o sul em outubro. Suas constantes ausências serviram para estimular dissidências e criar revoltas, fomentadas pelo despeito em relação à dinastia dos Sás - seu tio, seus filhos, sobrinhos e primos. A insurreição rebentou.

## Insurreição no Rio
A 30 de outubro, houve conspiração no Rio, mais precisamente em São Gonçalo, propriedade dos Barbalho: Jerônimo Barbalho Bezerra, Diogo Lobo Pereira, Lucas da Silva e Jorge Ferreira de Bulhões eram os mais descontentes. Pediram ao governador Alvarenga a suspensão das fintas de Salvador e a redução da guarnição a 320 homens. Diz o historiador Manuel Medeiros de Almeida:
"Como homens bons, os proprietários participavam do poder político, transformando as câmaras de vereadores em instrumento legal de defesa dos seus interesses de classe. Por conflitos em conjunturas a oposição se manifestou claramente - os exemplos mais notórios foram os incidentes em São Vicente em 1640 por ocasião do problema da escravidão dos índios e a insurreição de Jerônimo Barbalho no Rio de Janeiro contra as arbitrariedades do Governador Salvador Correia de Sá e Benevides, e a revolta de Beckman no Maranhão (1684-1685)."
A paróquia de São Gonçalo recusou-se a pagar a nova taxa. Chefiados por Jerônimo Barbalho Bezerra alguns rebeldes pegaram em armas, a 2 de novembro fizeram um ultimato a Tomé Correia de Alvarenga, que se acovardou e aceitou submeter-se às condições, pois, com outras autoridades e parentes, havia fugido para o Convento dos Beneditinos. O povo saqueou as suas casas, inclusive a de Salvador geral.
A 8 de novembro os revoltosos convocaram o povo e a Câmara para uma reunião no Senado da Câmara, à qual aderiram os membros da guarnição. Os insurgentes decidiram a deposição de Salvador Correia, e que todos os Correias estavam destituídos de seus cargos, elegendo como governador Agostinho Barbalho Bezerra, irmão de Jerônimo. Alvarenga fugiu, asilou-se no mosteiro de São Bento, o povo «o excluiu e removeu». Foi aclamado como governador Agostinho Barbalho, benquisto, que refugou, se refugiou no convento de Santo Antônio, declarou reconhecer Alvarenga como governador - mas, finalmente, coagido, aceitou-a, protestando ainda na ata lavrada pelo tabelião. Resolvem depor os oficiais da Câmara, pediram ao ouvidor Pedro de Mustre Portugal romper os pelouros, exigiram nova eleição, aclamando para juízes Diogo Lobo Pereira e Lucas da Silva, para vereadores Fernando Faleiro Homem, Simão Botelho, Clemente Nogueira da Silva. O Ouvidor posteriormente aderiu… A saborosa história é descrita por Vivaldo Coaracy, página 165 de sua obra sobre o Rio na época colonial («O Rio de Janeiro no século 17»).
A 16 de novembro, a Câmara se dirigiu oficialmente à Câmara de São Paulo, comunicou a deposição, procurou obter sua adesão. Mas, sendo empregadas as armas da corrupção, e dada a inesperada boa vontade dos Paulistas com Salvador, a Câmara de São Paulo respondeu em 18 de dezembro à do Rio, protestando sua obrigação de leais vassalos. Um historiador comenta: «Quis a câmara do Rio de Janeiro obter o auxílio dos paulistas, mas estes não só não aceitaram o convite, mas ofereceram-se a Salvador para o ajudarem a subjugar os rebeldes.»
Pero de Souza Pereira e Tomé Correia de Alvarenga e família foram presos e embarcados para Portugal, onde foi acolhido por D. Catarina de Velasco, esposa de Salvador. Com eles ia um Relatório de 23 capítulos contra Salvador, cheio de acusações pormenorizadas. Em 15 de dezembro, Agostinho Barbalho enviou uma carta de justificações ao governador-geral na Bahia, Francisco Barreto, que tem atitude dúbia. Os jesuítas preparavam já a reação.
Salvador tomou conhecimento da revolta em Paranaguá. Viajou para São Paulo para se assegurar da lealdade paulistana, o que fez com que se sentisse forte para enfrentar os revoltosos do Rio. Preferiu de início meios pacíficos. Em 1º de janeiro de 1661 Salvador publicou um bando em que perdoava os moradores (exceto os procuradores da nobreza e os dos ofícios, bem como o sargento-mor, capitães de presídio e mais ministros nomeados pelos rebeldes) e autorizava Agostinho Barbalho continuar no governo como seu representante. Mas revogou as medidas tributárias e ressalvava os direitos de reaver os prejuízos à sua Fazenda e à de seus amigos. Pragmático, não se apressou em vir atacar os rebeldes: contava antes dissolver as resistências. Os revolucionários viram na atitude de Salvador prova de fraqueza e não quiseram aceitar as propostas. Prepararam-se para resistir à força aberta mas pouco lhes durou esta resolução, porque, isolados, depuseram as armas, apenas chegou o desembargador Pessanha, enviado da Bahia para inquirir a respeito da revolta. A 8 de fevereiro Salvador conseguiu depor Agostinho Barbalho: só o fez depois que chegou ao Rio de Janeiro Manuel Freire de Andrada como general da frota da Companhia de Comércio e seu irmão, o Almirante Francisco Freire. Com eles, compôs uma Junta irregular que mandou decapitar imediatamente Jerônimo Barbalho. Ficou entregue à Câmara o governo.
Salvador chegou ao Rio com o filho, com quem se encontrou em Angra dos Reis vindo da região das Minas, de criados e escravos. Apoderou-se do corpo-de-guarda, do armazém e outros pontos fortificados e uniu-se aos seus amigos, tomando a cidade. Convocada a Corte Marcial, condenou à morte Jerônimo Barbalho. Alguns chefes da rebelião foram enviados para a Bahia. Não se fez nada contra o povo em geral. A execução de Barbalho aumentou o clima desfavorável.
No dia 10 de abril de 1661 Salvador escreveu à Coroa, mas não se sentia seguro, consciente das irregularidades praticadas. A Câmara entregou o governo da cidade a seu filho João Correia de Sá, na qualidade de mestre-de-campo mais antigo, até 16 de abril, quando o pai entrou na cidade. A 29 de maio de 1662, Salvador foi substituído por D. Pedro de Melo, que governou o Rio de 1662 a 1665. A Corte ordenou a Agostinho Barbalho dar-lhe posse.
A revolta ajuda a compreensão dos interesses que envolviam os colonos, enraizados nas terras coloniais, e os colonizadores, representantes do Rei no Ultramar. A causa aparente foi a imposição de uma finta pelo Governador, e os privilégios da Companhia Geral do Comércio do Brasil. A situação de crise no Rio impossibilitava o pagamento de novos impostos, obrigando os colonos invadirem a Câmara de Vereança e estabelecerem um governo provisório. O que era para ser uma simples reivindicação de colonos insatisfeitos tomou proporções enormes. Em meados do século XVII, a Coroa ainda estava consolidando sua independência recente dos castelhanos, e uma revolta no ultramar poderia colocar em risco sua autoridade -  a qualquer momento esses colonos, desatendidos, poderiam se aliar aos espanhóis ou mesmo aos franceses e ingleses.
Como resultado da revolução, foi suprimido o imposto pessoal, uma Carta Régia reduziu os privilégios da Companhia de Comércio, minorando a opressão. Foi restabelecida a liberdade da indústria de aguardente. E nunca mais voltaram os Correia de Sá a exercer posições de autoridade no Brasil. Pela primeira vez um povo rebelado no Brasil tinha deposto seu governador, em ânsia de autonomia local, e por seis meses governado a si próprio.
Conforme C. R. Boxer:
"A revolta do Rio de Janeiro, entre novembro de 1660 e abril de 1661, foi um acontecimento de grande importância na História do Brasil Colonial, embora sua verdadeira significação tenha sido muitas vezes esquecida pelos historiadores modernos" (Salvador de Sá e a Luta pelo Brasil e Angola (1602 - 1686). São Paulo: Brasiliana, 1973. p. 339 e 340.)

## O retorno a Portugal
Em 1664 estava em Lisboa e nunca mais regressou ao Brasil, depois de 49 anos de serviços. Voltou a trabalhar no Conselho Ultramarino até 3 de dezembro de 1680, data em que assinou sua última consulta (como se vê em Arquivo Histórico Colonial, Livro dos Autos de Posse e Assentos do Conselho Ultramarino.
Como sucedeu a grandes homens que tantos serviços prestam à pátria, a intriga conseguiu feri-lo. Seus muitos inimigos, desde que a rainha regente D. Luísa de Gusmão criara de propósito para ele um governo independente no Rio, o intrigavam para o afastar do ânimo dos ministros, apesar de ser favorito do conde de Castelo Melhor seu filho mais velho, Martim Correia de Sá, que o grande ministro fez em 1666 visconde de Asseca em recompensa dos muitos serviços de seu pai. Ainda assim maiores amarguras teve Salvador Correia de Sá, quando o conde de Castelo Melhor caiu do poder porque tendo-o D. Afonso VI chamado para se aconselhar com ele, isso bastou, juntamente com a privança que seu filho tivera, para o tornar odiado do infante D. Pedro, e para o tornar alvo de tantas perseguições, que chegou a ser condenado a degredo de 10 anos para essa mesma África, onde ressoava ainda o eco das suas vitórias.
À custa de dinheiro conseguiu que o deixassem ficar num convento, e depois que o deixassem passar à sua casa em Santos, preso sem menagem. O filho, ferido em Badajoz e gravemente enfermo, instou com ele para que requeresse esta última concessão, porque o restaurador de Angola, ferido e desgostoso com todas estas perseguições, estava resolvido a terminar a vida num convento.
A morte do visconde de Asseca, sucedida pouco depois, e a orfandade em que ficaram os netos de Salvador Correia de Sá, fizeram com que o Príncipe Regente pensasse que era vergonhoso, realmente, que o homem que tão altos serviços prestara ao seu país, estivesse agora quase octogenário preso como um criminoso, enquanto seus netos não tinham quem os amparasse e guiasse na estrada da vida. Deu ordem para que fosse solto, e logo em seguida voltou ao lugar que lhe pertencia de membro do Conselho Ultramarino.

## Considerações finais
Na mocidade serviu na guerra, combateu na campanha no Paraguai contra os índios rebelados. Alcaide-mor da praça do Rio de Janeiro a título hereditário, governou o Rio de Janeiro por três períodos e sua personalidade foi preponderante. Nem sempre rigorosamente escrupuloso, usava processos violentos. Apoiava os jesuítas em troca de apoio …
Consta que escrevera «Memórias da sua vida», que infelizmente se perderam.
Faleceu com 91 ou 94 anos, conservando até aos últimos dias da sua vida e rijeza do corpo e do espírito. Foi sepultado no Convento de Nossa Senhora dos Remédios dos frades Carmelitas Descalços ou Marianos, à rua das Janelas Verdes, actual York House, em Lisboa. Uma placa no átrio da igreja do antigo Convento dos Marianos, colocada em 8 de Dezembro de 1961 por iniciativa do Grupo Amigos de Lisboa, evoca Salvador Correia de Sá e Benevides, que esteve ali sepultado; Outros historiadores informam que teria morto a 1º de janeiro de 1688 em Lisboa, depois das amarguras e perseguições após a deposição do rei Afonso VI, depois de ter estado recolhido preso ao Colégio dos Jesuítas e transferido depois para seu palácio em Santos, à margem do Tejo.

## Dados Genealógicos
Salvador Correia de Sá e Benevides, faleceu no dia 1 de Janeiro de 1688 e jaz sepultado na sacristia do Convento dos Carmelitas Descalços de Nossa Senhora dos Remédios, em Lisboa.
Filho de:
- Martim Correia de Sá e de  D. Maria de Mendoza y Benavides, espanhola, filha de D. Manuel de Benavides (alcaide-mor e castelão da Fortaleza de Santa Catarina da Ilha de Cadiz, mestre de campo de todas as milícias da Andaluzia e Reino de Jaén, governador da cidade de Cadiz).

Casou em La Rioja (atual Argentina), com:
- D. Juana Catalina Ramirez de Ugarte y Velasco ou de Ramirez de Velasco y Osorio, rica viúva "criolla" (espanhola nascida na América), filha de D. Pedro Ramirez de Velasco, sobrinha de D. Luís de Velasco, vice-Rei do México e, por duas vezes, do Peru. Outros documentos a dizem filha do governador do Chile, D. Pedro Ramirez de Velasco y Ugarte.

Tiveram seis filhos, dos quais dois ficaram famosos:
1. Martim Correia de Sá e Benevides Velasco (6 de junho de 1639 - 28 de outubro de 1678) que lutou com o pai em Angola e foi feito 1º visconde de Asseca, casado com D. Ângela de Melo, neta de D. Antão de Almada;
2. João Correia de Sá, marechal de Campo, com importantes serviços prestados no Brasil e na Índia;
3. Salvador Correia de Sá, morto jovem;
4. o padre jesuíta Sebastião de Sá;
5. D. Teresa Velasco;
6. Domingos Correia de Sá e Benevides c.c. Isabel de Sequeiros y Vilhena, bp Lisboa.